# Мізочок
Мі́зочок — село в Україні, у Рівненському районі Рівненської області. Населення становить 234 осіб.
Згадується 8 грудня 1322 року у грамоті князя Любарта Гедиміновича.

## Географія
Рельєф території горбистий. Підґрунтові води залягають на глибині більше 3 метрів. Поблизу Мізочика є мальовничий став, який називають «Дерманським», він перебуває у приватній власності.
В документі: «Перелік пам'яток культурної спадщини Мізоцької селищної ради» говориться, що Городище знаходиться напівденно-західній окраїні, праворуч дороги Мізочок-Озерко. Пам'ятка датується XI-ХІІ ст. Вивчав давнє городище дослідник Нікольченко Ю. М. в 1957 році. Зареєстроване Городище у Держреєстрі нерухомих пам'яток за № 102 від 17.02.1970. На пам'ятку є паспорт та облікова картка. На даний час Городище знаходиться під охороною держави.
Згідно із «Паспортом сільського населеного пункту» затвердженого в 2011 році село Мізочок належить до Мізоцької селищної ради, знаходиться на відстані 2 км від Мізоча.
Основною структурно-планувальною одиницею населеного пункту є квартали в основному з одно та двосторонньою забудовою і окремі хутірські садиби. Забудова садибного типу. Через село проходить автобусне сполучення Рівне-Здолбунів-Мізоч-Озерко та Рівне-Борщівка. Культурно-побутові заклади відсутні.
Загальна площа села — 109, 35 га. На території Мізочика проживає 93 сім'ї. Населення всього — 242 чол. Дорога до села і центральна вулиця — заасфальтовані. Вулиці села в нічний час освітлюються. Проведений інтернет оператора БІТ(Бюро Іновіційних Технологій)
Через Мізочок 7 раз на добу проїжджає маршрутне таксі.

## Історія
Вперше село згадується в 1322 році, як «Мезоч Малий».
Назва «Мезоч» ймовірно пішла від прізвища засновника цього поселення Мезока — сина руського воєводи Меза, який відав розбудовою оборонних укріплень в цьому краю. На височині над теперішнім селом розміщене давнє «Городище» — місце майже прямокутної форми, площею біля гектара. Воно обнесене високим земляним валом, довкола валу тепер ростуть дерева, за переказами вал був укріплений високим частоколом, а довкола був глибокий рів, у який були спрямовані води річки Стубелки.
Існує легенда, що на цьому місці була церква, яка пішла під землю, але якщо прийти сюди раненько на Паску, та припасти вухом до землі — чути, як гудуть дзвони під землею.
До теперішнього часу на місці Городища знаходять крем'яні наконечники до стріл, ножі, глиняні черепки. Є така думка, що Городище — це свого роду фортеця, де ховалися люди від навали ворогів у давні часи.
Згодом села поступово почали відроджуватись. Селяни займалися тваринництвом та землеробством.
В книзі М. І. Теодоровича «Историко-статистическое описаніе церквей и приходов Волынской епархіи», написано: «Еще оно под именем Мезоча Малого и Великого, как имение Луцкой и Острожской епископии, упоминается в акте от 1322 года 8 декабря, — в фундационной привилегии вел. Князя Луцкаго и Владимирскаго Любарта Гедиминовича, данной Луцкой соборной церкви св. Іоанна Богослова…»
В цій же книзі написано, що в «епископию Луцкую и Острожскую» був назначений єпископ Кирил Терлецький, якому згідно із актом від 1585 року, 25 листопада були передані у володіння землі, серед яких і «село Мезоч старый и село Мезоч Новый»
Там же в книзі Теодоровича М. перераховуються землі, які належали Дерманському приходу: «Опись церковного имущества составлена в 1884 г.» — «…на части собственников: пахат. 10 десят. 2095 саж., сенок. 1 дес. 1200 саж., при дер. Мизочике…»
У 1594 році Мізоч, та прилеглі села (Дермань, Озерко, Мізочок, Клопіт, Кунин) купив у володіння князь Януш Острозький, який приєднав ці території до Острозької фундації.
В 1720 році Мізоч, Мізочок, Озерко стали власністю польських магнатів Дунін-Карвицьких. Населення йде працювати до пана на поля, у майстерні, на цукроварню в Мізоч.
Поземельні плани 1777—1803 років зарисовують «Мезочек» як хуторець біля водоймища, котре відливає річка Стубла. Тоді оселя мала 20 садиб, глиняний кар'єр, вітряк.
За даними 1889 року, «Мизочек» був у статусі «деревні», єпархіально підпорядкованої Мізочу, мав 37 дворів, фільварок Дерманського монастиря, смолокурню, деревообробну майстерню, придорожню корчемку, лісничівку, ставкове господарство.
В 1939 році тут встановлюється радянська влада, починається колективізація. Всі панські землі забрано в колгосп, землі самих заможних селян відібрано.
27 червня 1941 року в Мізоч і прилеглі села прийшли німці.
Зразу після війни 1944 р. на Мізочику діяла сільська рада, першим головою якої був Дмитро Міньковський. Діяла вона тільки до того часу поки Мізоч був районним центром до 1954 року. В 1954 році районним центром стає м. Здолбунів, у Мізочі створюється селищна рада, до якої входять села Мізочок, Озерко, Клопіт.
В 50-тих роках тут закладався колгосп, у хаті Копотілової Федори розмістили колгоспну контору, бо вся її родина була вивезена і хата пустувала. В 1958 році сім'я Федори була реабілітована і повернулася додому, але ще 2 роки вони мусили поневірятися по сусідах, поки добилися повернення хати.
По вулиці Центральній на Мізочику був відкритий клуб в хаті Мартинюка Семена Панасовича (там показували кіно, на яке сходилося все село). Це було приблизно 1950—1955 роки. За спогадами очевидців — в 1948 році сім'ю Мартинюка вивезли до Сибіру, бо була заможною. Після закінчення терміну покарання — сім'я повернулася і будинок було передано назад власнику. Деякий час в цьому ж будинку був продуктовий магазин.
Очевидці згадують, що після війни на Мізочику був дитячий садок. Його відкрили в хаті Мосійчука Павла і пробув він там до 1955 року.
В 1962 р на Мізочику відкрилася бібліотека, яка проіснувала тут до 1975 року.
В 1975 році фонд бібліотеки перенесено на Озірко. Приблизно в тому ж році в Мізочі створено СІЛЬПО (КООП спілка) і в приміщенні колишньої бібліотеки відкрився продуктовий магазин «Крамниця». Була на Мізочику і початкова школа, будівля якої стоїть і до сьогодні (тепер тут приватний будинок).
Церкви в селі немає. Приблизно в 1978 році за ініціативи Мосійчука Петра Йосиповича на місцевому цвинтарі була побудована капличка, де відбуваються поминальні богослужіння.

## Населення
Згідно з переписом УРСР 1989 року чисельність наявного населення села становила 298 осіб, з яких 135 чоловіків та 163 жінки.
За переписом населення України 2001 року в селі мешкали 253 особи. 100 % населення вказало своєю рідною мовою українську мову.

## Відомі люди
- Мосійчук Петро Йосипович  народився в 1955 році на Мізочику. З 1985 р. — головний агроном колгоспу «Комунар» с. Богдашів. З 1986 р. — директор радгоспу «Комунар», тепер ПСП «Хлібороб». В 2008 році отримав звання «Заслужений працівник сільського господарства».
- Синяк Іван Леонідович народився в 1979 р. в с. Мізочок. В 2005 р. працював науковим співробітником відділу «Історії і теорії археографії та споріднених джерелознавчих наук» в Інституті української археографії та джерелознавства ім. М. Грушевського в м. Київ. В 2006 р. захистив кандидатську дисертацію на тему: «Джерела з історії діловодства запорозького козацтва доби Нової Січі (1734—1775)». На даний час працює науковим співробітником відділу «Історії і теорії археографії та споріднених джерелознавчих наук» в Інституті української археографії та джерелознавства ім. М. Грушевського.[6]